# Sant Martí de Pegueroles
Sant Martí de Pegueroles és una edificació religiosa que forma part de l'Inventari del Patrimoni Arquitectònic Català de Navès (Solsonès).

## Descripció
Sant Martí de Pegueroles és una església romànica d'una nau i absis quadrat cobert amb volta de canó, amb un de rodó, no romànic, afegit. Les mides són de 6 metres per llargada desconeguda (manca la paret que tancava l'absis quadrat).
La nau coberta amb volta apuntada, arcs torals i presbiterals apuntats està orientada a l'est. Construcció modificada que conserva del romànic part dels murs laterals i el frontis. Parament de pedres treballades a cops de maceta en fileres.
Les voltes de la nau i de l'absis quadrat, arrenquen d'una motllura de pedres trapezoïdals amb bisell. L'absis rodó afegit tant a l'exterior com a l'interior, apareix com una construcció aliena a l'obra romànica.
La porta està al mur sud, imitació de la romànica, amb dos arcs de mig punt adovellats. Porta al frontis i finestra romànica fora de lloc que ara es troba a l'absis rodó no romànic, de dues esqueixades i d'arc de mig punt monolític.

## Història
L'església no està esmentada en l'Acta de Consagració i Dotació de la Catedral d'Urgell de l'any 839. Aquesta contrada es trobava dins la demarcació que a principis del segle x va ser colonitzada pel comte de Barcelona, Guifré el Pilós.